# Augustine Fitzgerald

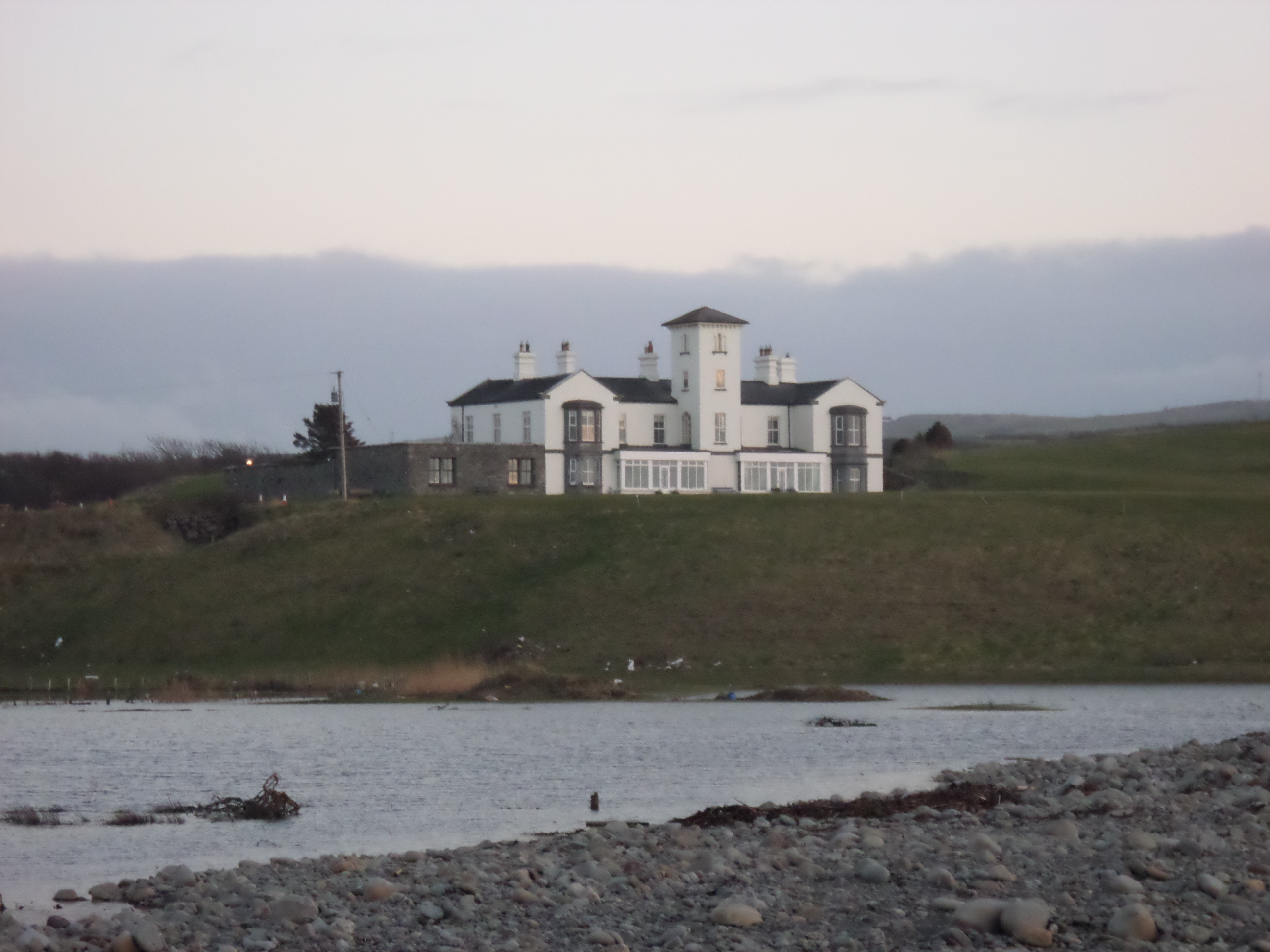
Het buitenverblijf Moy House te Moy van Augustine Fitzgerald

Augustine Fitzgerald (Carrigoran, 1766 – Dublin, 3 december 1834) was een Iers generaal, politicus en grootgrondbezitter.
Hij studeerde op 23 november 1781 af aan Trinity te Dublin.
Hij werd luitenant in 1790, kapitein in 1791, majoor in 1795, luitenant-kolonel in 1800, kolonel in 1810, generaal-majoor in 1813 en luitenant-generaal in 1825.
Op 15 februari 1796 huwde hij met Elisabeth Barton uit Grove.
In 1822 werd hij baronet.
In 1830 werd hij voor het leven benoemd in de Royal Dublin Society.
Hij zetelde tot 1832 in het parlement.
Hij ligt begraven te Kilnasoolagh.
- Virtual International Authority File: 315694338